# Stado ogierów
Stado ogierów – jednostka hodowli koni posiadająca ogiery hodowlane, które stanowią na pewnym terenie. Europejskie państwowe stada ogierów i stadniny należą do Europejskiego Stowarzyszenia Stadnin Państwowych ESSA.

## Polska
Pierwsze stado ogierów na ziemiach polskich powstało w Sierakowie w 1829 jako Landgestüt Zierke, stado w Gnieźnie K. Posensches Landgestüt Gnesen w 1885. Listę państwowych stad określił Prezydent RP w 1927, tworząc państwowe zakłady chowu koni. Po wojnie Sądowa Wisznia stała się ukraińska, natomiast Polska uzyskała Stado Ogierów Książ (Landgestüt Fürstenstein), Kętrzyn (Landgestüt Rastenburg) i Kwidzyn (Landgestüt Marienwerder), a stada w Braniewie nie odtworzono. W 1955 zlikwidowano stado Drogomyśl, a utworzono stado Klikowa w Tarnowie. Utworzono stado Biały Bór.
Część ogierów jest dzierżawiona.

## Niemcy
- Lista stad w Niemczech przed wojną

Z powodu zmian w hodowli część stad zlikwidowano, obecnie istnieje siedem stad czystych (Landgestüt), trzy stadniny ze stadami (Haupt- und Landgestüt) oraz jeden Hauptgestüt Graditz.

### Stada
- Landgestüt Redefin (Meklemburgia)
- Hessisches Landgestüt Dillenburg (Hesja)
- Landgestüt des Landes Sachsen-Anhalt Prussendorf (Saksonia-Anhalt)
- Landgestüt Zweibrücken (Nadrenia-Palatynat)
- Niedersächsisches Landgestüt Celle Dolna Saksonia
- Nordrhein-Westfälisches Landgestüt Warendorf Nadrenia Północna-Westfalia
- Landgestüt Moritzburg (Saksonia i Turyngia)

Szlezwik-Holsztyn zlikwidował swoje stado w 1960.

## Czechy
Obecnie istnieją dwa stada:
- Zemský hřebčinec Písek[6]
- Zemský hřebčinec Tlumačov[7]

## Rumunia
- Depozitul de Armăsari Dumbrava, Okręg Neamț[8]
- Depozitul de Armăsari Arad[9]
- Depozitul de Armăsari Râmnicelu, Okręg Buzău[10]
- Depozitul de Armăsari Târgu Mureș[11]